# Лагвілава Генрієтта Омарівна
Генрієтта Омарівна Лагвілава (нар. 3 липня 1969, Кутаїсі) — білоруська шахістка, гросмейстер серед жінок від 2000 року.

## Шахова кар'єра
Народилася в Грузії 1984 року. У 16 років виграла звання чемпіонки Грузинської РСР, крім того два роки поспіль здобувала золоті нагороди чемпіонату РСР серед юніорок. Після розпаду Радянського Союзу належала до когорти провідних білоруських шахісток. Від 1994 до 2000 року шість разів (двічі на 1-й шахівниці) представляла національну збірну на шахових олімпіадах, а 2001 року — на командному чемпіонаті Європи. У 2001 і 2004 роках здобула бронзову медаль чемпіонату Білорусі, 2002 року — срібну.
У 1998 році поділила 2-ге місце (після Євгенії Овод, разом із Тетяною Меламед) на турнірі за круговою системою в Санкт-Петербурзі. Двічі брала участь у чемпіонатах світу серед жінок за олімпійською системою: 2000 (у Нью-Делі) і 2001 (у Москві). Обидва рази програвала свої поєдинки в першому раунді, 2000 року Ельмірі Скрипченко і 2001 року Інні Гапоненко). 2001 року поділила 3-тє місце (після Ільдіко Мадл і Ніколетти Лакош, разом з Еллою Пітам і Анжелою Борсук) на турнірі в Тель-Авіві. 2003 року поділила 3-тє місце (після Катерини Убієнних і Людмили Зайцевої, разом з Анною Ушеніною і Оленою Заяц) на турнірі за швейцарською системою в Санкт-Петербурзі.
Найвищий рейтинг в кар'єрі мала станом на 1 січня 2000 року, досягнувши позначки 2336 пунктів займала тоді 88-ме місце серед жінок в рейтинг-листі ФІДЕ і 1-ше місце серед білоруських шахісток.

## Зміни рейтингу
| На цьому місці має відображатися графік чи діаграма, однак з технічних причин його відображення наразі вимкнено. Будь ласка, не видаляйте код, який викликає це повідомлення. Розробники вже працюють для того, щоби відновити штатне функціонування цього графіка або діаграми. | |
| | На цьому місці має відображатися графік чи діаграма, однак з технічних причин його відображення наразі вимкнено. Будь ласка, не видаляйте код, який викликає це повідомлення. Розробники вже працюють для того, щоби відновити штатне функціонування цього графіка або діаграми. |